# Maxwell Jenkins
Maxwell Jenkins (Max Jenkins) (Chicago (Illinois, Verenigde Staten), 3 mei 2005) is een Amerikaans acteur. Hij speelde in enkele episodes in 2015 en 2017 de jonge Will in de serie Sense8 en in 2016 vertolkte hij de rol van Ryan Jensen in de dramafilm A Family Man. Hij raakte vooral bekend door zijn rol als Will Robinson in Lost in Space, een remake van de gelijknamige serie uit 1965.

## Vroege levensloop
Jenkins is de zoon van Jeff Jenkins en Julie Greenberg, de oprichters en uitbaters van het populaire Midnight Circus in Chicago. Jenkins begon in het circus op driejarige leeftijd met acts als jongleren, mandoline spelen en koorddansen. Hij is tot op vandaag deel van dit circus met onder andere acts als jongleren op een rola bola en acrobatie. Daarnaast speelt Jenkins ook mandoline in de vriendengroep Cowboy Jesus and the Sugar Bums.
Jenkins begon zijn acteercarrière op achtjarige leeftijd met de rol als Oliver in de ABC-reeks Betrayal, die hij in 2013 en 2014 vertolkte.

## Filmografie

### Televisie
| Jaren     | Titel             | Rol                 | Opmerkingen          |
| --------- | ----------------- | ------------------- | -------------------- |
| 2013-2014 | Betrayal          | Oliver              | 12 episodes (van 13) |
| 2015      | Sense8            | Will (jonge versie) | 5 episodes           |
| 2015      | NCIS: New Orleans | Ryan Griggs         | 1 episode            |
| 2015      | Chicago Fire      | J.J.                | 2 episodes           |
| 2018-2021 | Lost in Space     | Will Robinson       | 30 episodes (van 30) |

### Film
| Jaar | Titel        | Rol           | Opmerkingen |
| ---- | ------------ | ------------- | ----------- |
| 2024 | Arcadian     | Thomas        |             |
| 2016 | A Family Man | Ryan Jensen   | Hoofdrol    |
| 2015 | Consumed     | Tommy Kessler |             |